# فینال جام یوفا ۱۹۷۳
فینال جام یوفا ۱۹۷۳، رقابت پایانی جام یوفا در سال ۱۹۷۳ میلادی است که مابین دو تیم باشگاه فوتبال لیورپول و باشگاه فوتبال بروسیا مونشن‌گلادباخ برگزار شده‌است.
این مسابقه که در تاریخ‌های ۱۰ مه ۱۹۷۳ و ۲۳ مه ۱۹۷۳ انجام شده‌است در مجموع با نتیجه ۳ بر ۲ به سود باشگاه فوتبال لیورپول به پایان رسید.